# 耶爾韋

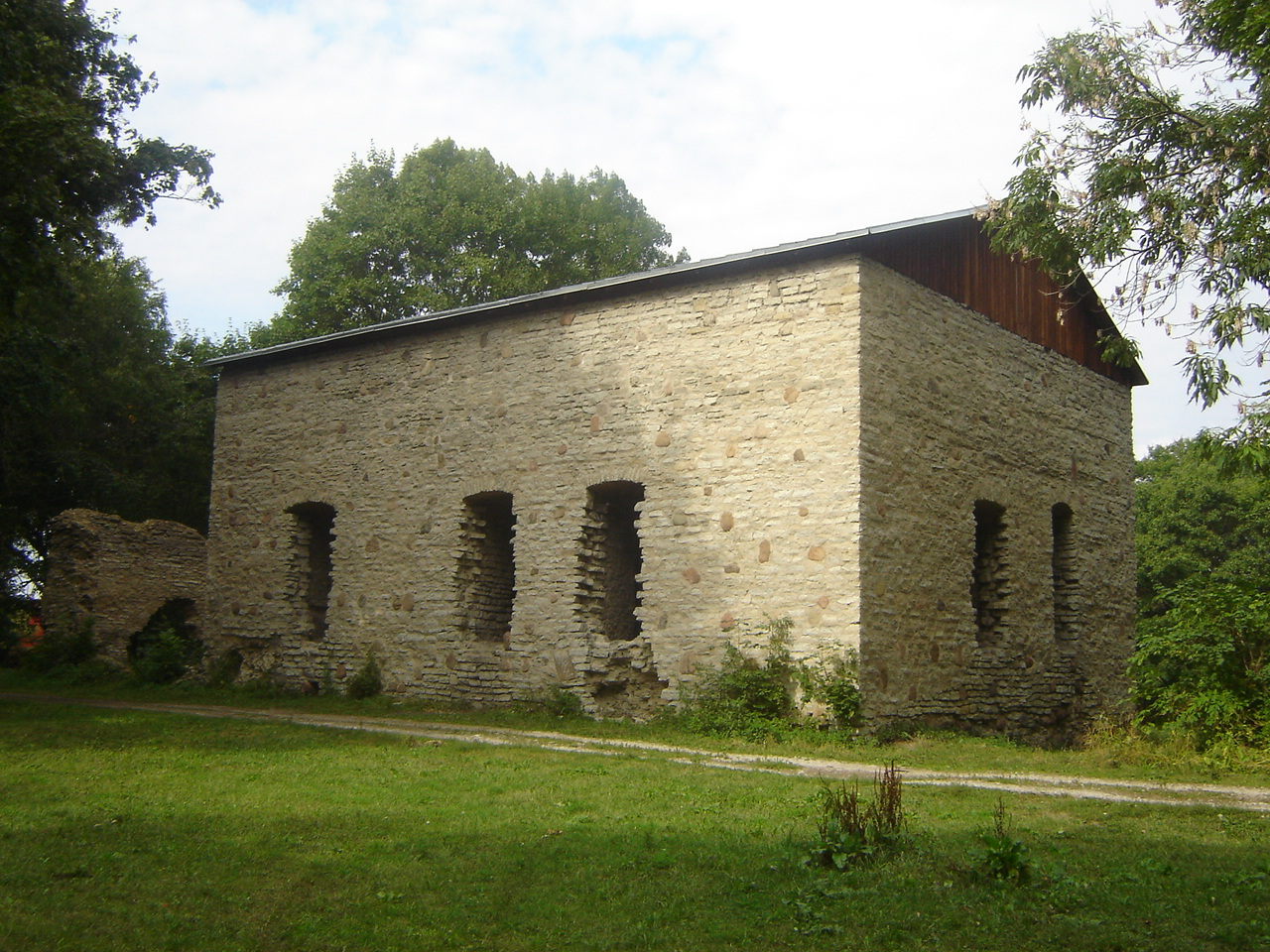
耶尔韦附庸城堡遗址

耶爾韋，是愛沙尼亞東維魯縣托伊拉市镇内的村庄，位於該國東北部，2010年該村庄人口657。
2017年爱沙尼亚行政改革之前，耶爾韋是原科赫特拉市镇的行政中心。
59°24′34″N 27°18′25″E / 59.40944°N 27.30694°E